# Neoscirula delareyi
Neoscirula delareyi är en spindeldjursart som beskrevs av Den Heyer 1980. Neoscirula delareyi ingår i släktet Neoscirula och familjen Cunaxidae. Inga underarter finns listade i Catalogue of Life.